# L-iditol 2-dehidrogenaza
-iditol 2-dehidrogenaza (EC 1.1.1.14, L-iditolna 2-dehidrogenaza, poliol dehidrogenaza, sorbitol dehidrogenaza, -iditol:+ 5-oksidoreduktaza, L-iditol (sorbitol) dehidrogenaza, glucitol dehidrogenaza, -iditol:+ oksidoreduktaza, sorbitol dehidrogenaza zavisna od NAD+, +-sorbitol dehidrogenaza) je enzim sa sistematskim imenom L-iditol:+ 2-oksidoreduktaza. Ovaj enzim katalizuje sledeću hemijsku reakciju
-iditol + NAD+ {\displaystyle \rightleftharpoons } L-sorboza + NADH + H+
Ovaj enzim je šroko distribuiran i poznato je da je prisutan kod arheja, bakterija, kvasaca, biljki i životinja. On deluje na brojne šećerne alkohole, uklučujući L-iditol, D-glucitol, D-ksilitol, i D-galaktitol. Enzimi iz različitih organisma ili tkiva pokazuju različite specifičnosti za supstrate. Ovaj enzim je specifičan za NAD+ i ne može da koristi NADP+.

## Literatura
- Nicholas C. Price; Lewis Stevens (1999). Fundamentals of Enzymology: The Cell and Molecular Biology of Catalytic Proteins (Third изд.). USA: Oxford University Press. ISBN 019850229X.
- Eric J. Toone (2006). Advances in Enzymology and Related Areas of Molecular Biology, Protein Evolution (Volume 75 изд.). Wiley-Interscience. ISBN 0471205036.
- Branden C; Tooze J. Introduction to Protein Structure. New York, NY: Garland Publishing. ISBN 0-8153-2305-0.
- Irwin H. Segel. Enzyme Kinetics: Behavior and Analysis of Rapid Equilibrium and Steady-State Enzyme Systems (Book 44 изд.). Wiley Classics Library. ISBN 0471303097.

## Spoljašnje veze
- L-iditol+2-dehydrogenase на 